# Liga Amatorskich Klubów Piłkarskich

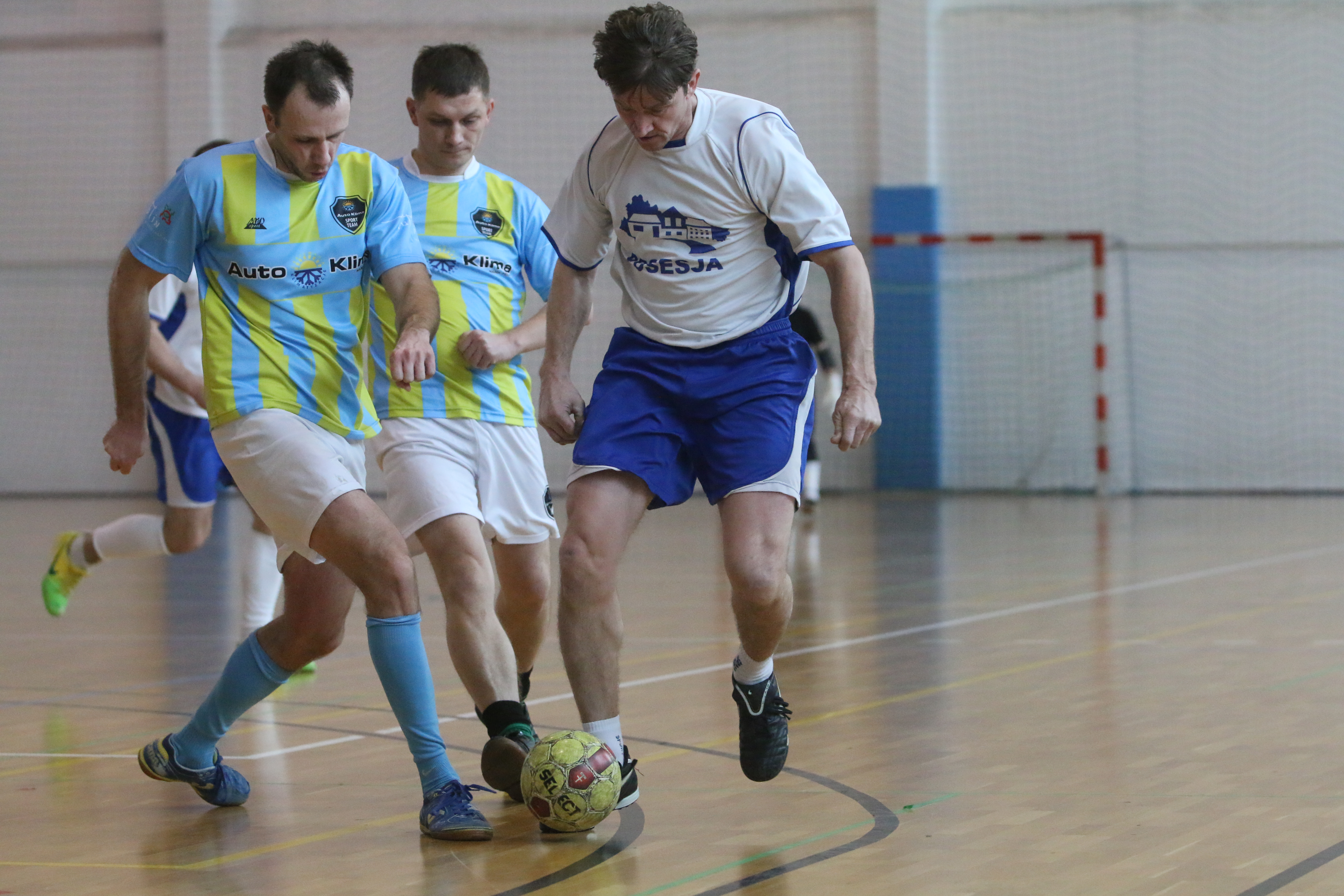
Mecz Halowej Ligi Amatorskich Klubów Piłkarskich 2013/14

Liga Amatorskich Klubów Piłkarskich (LAKP) - amatorskie rozgrywki piłkarskie odbywające się w Lublinie od 2005 roku, założone i prowadzone przez Adriana Mańkę. LAKP jest organizatorem zarówno rozgrywek ligowych, jak i turniejów. 
Obecnie Liga Amatorskich Klubów Piłkarskich to przede wszystkim dwie flagowe imprezy - w sezonie zimowym liga halowa (Halowa Liga Amatorskich Klubów Piłkarskich), a w sezonie letnim liga orlikowa (Orlikowa Liga Szóstek). Rozgrywki przeznaczone są dla amatorów z Lublina i okolic, ale naczelną zasadą ligi jest otwartość. W LAKP nie obowiązują ograniczenia płciowe, wiekowe, przynależności do klubów zrzeszonych w PZPN. Ideą rozgrywek jest promowanie sportu i rekreacji poprzez wspólną rywalizację. 
Pomysł organizacji ligi, która miałaby propagować kulturę fizyczną i sport amatorski, zrodził się w 2005 roku po sparingowym meczu amatorskich drużyn KS Marmoty z Kosmowską City. Parę tygodni przygotowań oraz załatwiania kwestii organizacyjnych wystarczyło i już 4 czerwca 2005 roku odbył się pierwszy w historii LAKP mecz I edycji. To właśnie tę datę uznaje się za oficjalne narodziny Ligi Amatorskich Klubów Piłkarskich. Na boisku „Fryderyk” na lubelskim Czechowie zagrały ze sobą Mełgiewska United i FC Hirszfelda. Pierwszą bramkę o 11.34 dla FC Hirszfelda strzelił Przemysław Caban, jednak mecz wygrała Mełgiewska, późniejszy triumfator ligi. Do 2009 roku toczyły się kolejne sezony rywalizacji drużyn 11-osobowych - w sumie odbyło się aż VI edycji rozgrywek. W tym czasie od 2006 roku LAKP wystartował także ze swoją ligą halową, która odbywała się na różnych obiektach w Lublinie, finalnie znajdując swoją stałą lokalizację w nowoczesnej hali Uniwersytetu Przyrodniczego. 
Od 2010 roku w sezonie letnim rozgrywki pod egidą Ligi Amatorskich Klubów Piłkarskich toczą się na obiektach Orlik, a liga otrzymała nazwę Orlikowej Ligi Szóstek. Z sezonu na sezon w rozgrywkach bierze udział coraz większa liczba zespołów. Obecnie ponad 60 drużyn, co powoduje, że projekt ten jest największym tego typu przedsięwzięciem amatorskiej piłki nożnej na Lubelszczyźnie.
LAKP w swojej historii organizował także turnieje piłki nożnej 4-osobowej, 5-osobowej, 8-osobowej czy też futsalu. Oprócz tego liga tworzy szereg imprez towarzyszących, takich jak Puchar LAKP, Puchar OLS, Halowy Puchar LAKP, Puchar Ligi czy Turniej "Masters". 
Wszelkie informacje o rozgrywkach są zawarte na stronie internetowej www.lakp.pl.